# Треклён
Треклён (фр. Tréclun) — коммуна во Франции, находится в регионе Бургундия. Департамент коммуны — Кот-д’Ор. Входит в состав кантона Осон. Округ коммуны — Дижон.
Код INSEE коммуны — 21643.

## Население
Население коммуны на 2010 год составляло 388 человек.
| 1962 | 1968 | 1975 | 1982 | 1990 | 1999 | 2010 |
| ---- | ---- | ---- | ---- | ---- | ---- | ---- |
| 204  | 206  | 215  | 211  | 213  | 222  | 388  |

## Экономика
В 2010 году среди 240 человек трудоспособного возраста (15—64 лет) 199 были экономически активными, 41 — неактивными (показатель активности — 82,9 %, в 1999 году было 67,5 %). Из 199 активных жителей работали 186 человек (102 мужчины и 84 женщины), безработных было 13 (3 мужчин и 10 женщин). Среди 41 неактивных 11 человек были учениками или студентами, 18 — пенсионерами, 12 были неактивными по другим причинам.